# Catalunya Lliure
Catalunya Lliure (Catalunha Livre em português) foi um partido político independentista catalão que se fundou en 1989 como uma coaligação eleitoral entre o Moviment de Defensa de la Terra-PSAN e a Front Nacional de Catalunya para participar nas eleições europeias desse ano. Nesse ato eleitoral conseguiu 19.586 votos, convertendo-se no fim desse ano num partido político, defendendo a unificação de todo o conjunto dos territórios de língua e cultura catalã, e a sua independência de Espanha, com a criação dos Países Catalães. 
Os seus líderes principais foram Josep Guia, Salvador Balcells e Jordi Moners.

A Estelada Azul - Simbolo do Independentismo catalão